# Filtro de densidad neutra

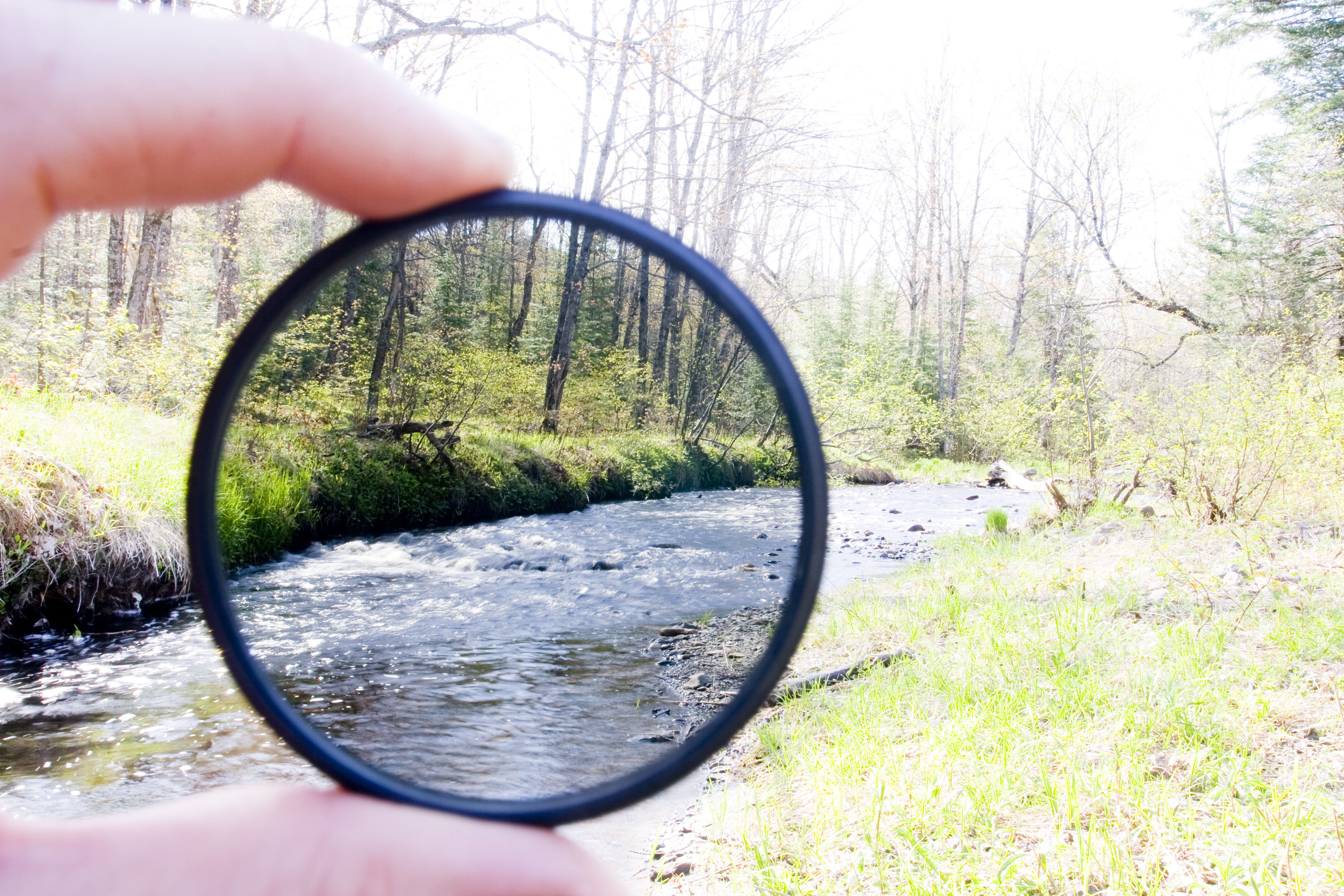
Demostración del efecto de un filtro de densidad neutra.

Un filtro de densidad neutra o filtro ND, es un filtro fotográfico utilizado en fotografía y óptica para controlar la cantidad de luz que entra a la cámara. Se llama filtro de densidad neutra porque no debería afectar a la calidad cromática de las imágenes filtrando todos los colores por igual.
El propósito de los filtros ND es permitir al fotógrafo una gran flexibilidad en el control de la apertura o el tiempo de exposición, particularmente en circunstancias extremas de luminosidad. 
Las cámaras de video profesionales suelen incluir uno o más filtros de densidad neutra internamente.
Los filtros ND disminuyen la intensidad lumínica, lo cual permite tener otra variable más, junto al ISO, apertura de diafragma y velocidad de obturación, para controlar cuánta luz que entra al sensor de la cámara, a estos tres parámetros se les conoce como triángulo de la exposición. Son de gran utilidad y en casi ningún caso reemplazables en un procesado posterior digital  (es posible la emulación de cierta cantidad de pasos en programas de edición). Una de las aplicaciones más útiles es que permiten aumentar el tiempo de exposición en buenas condiciones lumínicas, pudiendo tomar fotografías con una gran apertura de diafragma y velocidades de obturación muy bajas, evitando que la foto salga sobreexpuesta, pudiendo reducir así la profundidad de campo y lograr algunos efectos de exposición prolongada a plena luz.

## Mecanismo
Para un filtro ND con Absorbancia, la fracción de la densidad óptica transmitida mediante el filtro, se puede calcular con la fórmula siguiente:
tND = t0 x 2ND  
ND= reducción de luz del filtro ND en pasos
tND= tiempo de exposición final en segundos

t0= tiempo de exposición correcto sin filtro ND
Para dejar clara esta fórmula es necesario saber que aumentar o reducir un paso en un filtro ND supone duplicar o reducir a la mitad, la cantidad dada de luz. Por ejemplo, si utilizamos un filtro ND de 1 paso, se reducirá a la mitad la cantidad de luz que entra en el objetivo. En caso de utilizar un filtro ND de 2 pasos, se reducirá la luz 4 veces ({\displaystyle 2^{2}=2x2}) y así sucesivamente. Este fenómeno esta expresado matemáticamente por el Factor de Filtro.

## Materiales
Los filtros de densidad neutra pueden ser de cristal o de resina. Los de cristal son de mayor calidad y no crean dominantes de color. Son muy resistentes a los arañazos pero más frágiles frente a los golpes. Su precio también es más elevado.
Los filtros de resina en cambio son de menos calidad y crean dominantes de color rojo o morado. Son más sensibles a los arañazos pero más resistentes frente a los golpes. Su precio tiende a ser menos elevado que en el caso de los filtros de cristal.

## Tipos

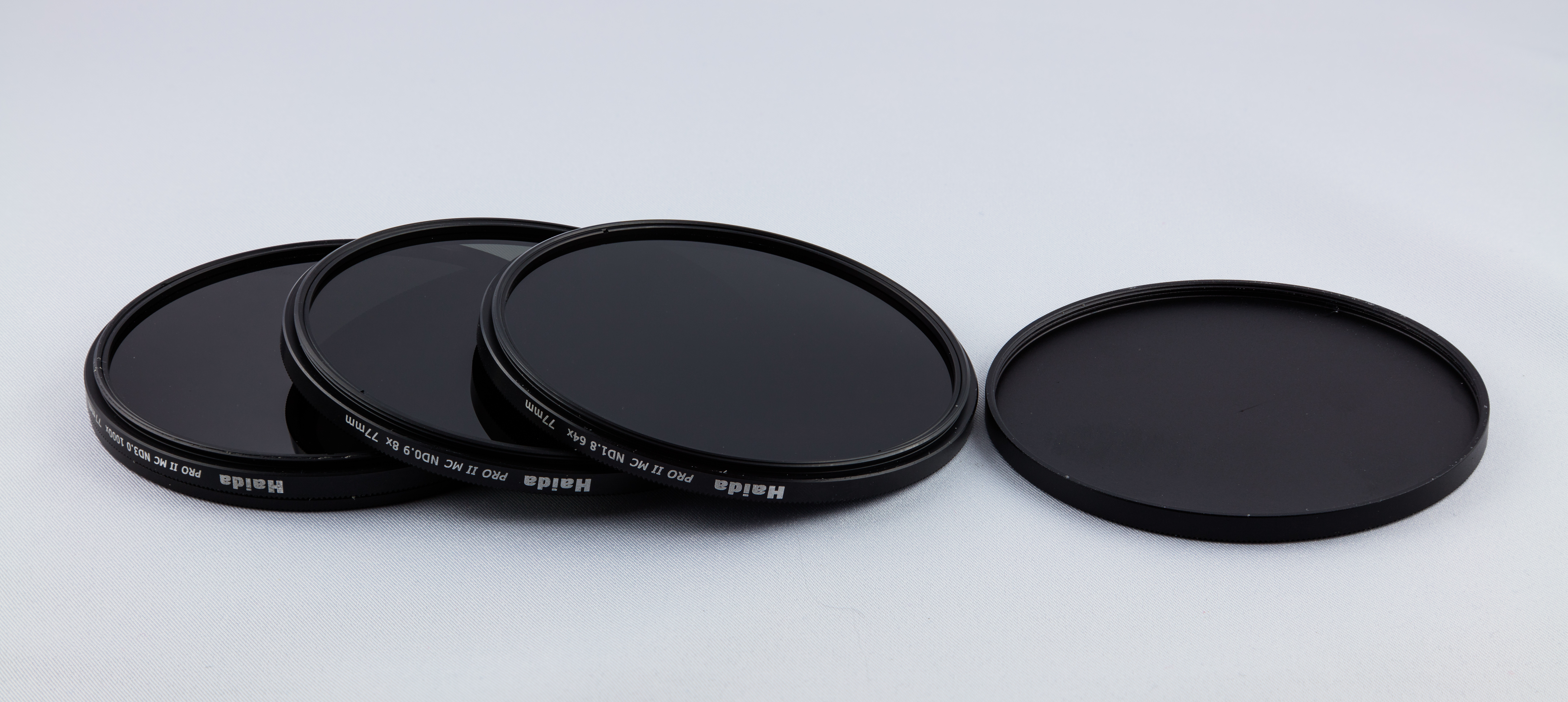
Juego de filtros con 3 densidades diferentes.

Estos filtros oscuros son preferentemente de cristal y se adaptan al objetivo ya sea con un portafiltro o un filtro de rosca que corresponda al objetivo. La reducción de luz que presentan se mide en números f. En razón a sus características los filtros ND pueden ser:

### Filtros de densidad neutra fijos
Según la cantidad de luz que absorbe el filtro, existen diversas opciones. La escala más habitual de filtros ND es de 0´3, 0´6, 0´9 y 1´0, cada uno de ellos presenta una mayor o menor absorción neutra de longitudes de onda de la luz que entra al sensor de la cámara.

### Filtros de densidad neutra variables
Estos filtros modifican la cantidad de luz que entra por el objetivo de forma que se puede variar la escala en un único filtro para que entre más o menos luz, dependiendo del rango específico de graduación que presente el producto, permitiendo varios pasos, se ajusta la intensidad girando. Este filtro permite al usuario la posibilidad y la comodidad de no tener que comprar varios filtros de densidad neutra fijos, y evita tener que estar cambiando de filtro según la cantidad de luz deseada en cada caso.
Este tipo de filtros varía sustancialmente de precio según su calidad, debiendo evitar los de menor calidad si no queremos arriesgarnos a que se produzca un desagradable viñeteo en cruz, cuando van llegando a su máxima absorción.

### Filtros de densidad neutra degradados
Son aquellos que están teñidos en parte de su superficie, de manera que modifican de forma parcial la escena, se utiliza para crear efectos más dramáticos (oscureciendo un cielo muy luminoso) o compensar una diferencia de exposición en el encuadre, en este caso no modifican el color, eliminan parte de la luz. Estos filtros permiten desplazar de forma vertical u horizontal a fin de determinar la parte de imagen filtrada y la que no. A su vez existen dos tipos, los filtros de transición suave y los de transición dura, según el efecto deseado.

### Filtro panel de densidad neutra
En este caso nos referimos a enormes filtros que se utilizan sobre acristalamientos de ventanas, que resultan de utilidad para acelerar la producción cinematográfica a fin de equilibrar la iluminación exterior e interior según convenga en escenas rodadas en localizaciones acristaladas, además de reducir las sombras y reflejos.

## Valores de los filtros ND
Los filtros ND están calificados por su densidad óptica o equivalentemente a su reducción del nombre f.
| Notación   | Notación   | Notación                           | Apertura de diafragma | Densidad óptica | Reducción del número f | Transmitancia fraccional | Transmitancia fraccional |
| Número ND1 | Número ND. | Número ND                          | Apertura de diafragma | Densidad óptica | Reducción del número f | Transmitancia fraccional | Transmitancia fraccional |
| ---------- | ---------- | ---------------------------------- | --------------------- | --------------- | ---------------------- | ------------------------ | ------------------------ |
|            |            |                                    | 1                     | 0.0             | 0                      | 100%                     | 1                        |
| ND 101     | ND 0.3     | ND2                                | 1/2                   | 0.3             | 1                      | 50%                      | 0.5                      |
| ND 102     | ND 0.6     | ND4                                | 1/4                   | 0.6             | 2                      | 25%                      | 0.25                     |
| ND 103     | ND 0.9     | ND8                                | 1/8                   | 0.9             | 3                      | 12.5%                    | 0.125                    |
| ND 104     | ND 1.2     | ND16                               | 1/16                  | 1.2             | 4                      | 6.25%                    | 0.0625                   |
| ND 105     | ND 1.5     | ND32                               | 1/32                  | 1.5             | 5                      | 3.125%                   | 0.03125                  |
| ND 106     | ND 1.8     | ND64                               | 1/64                  | 1.8             | 6                      | 1.563%                   | 0.015625                 |
|            | ND 2.0     | ND100                              | 1/100                 | 2.0             | 6 2⁄3                  | 1%                       | 0.01                     |
| ND 107     | ND 2.1     | ND128                              | 1/128                 | 2.1             | 7                      | 0.781%                   | 0.0078125                |
| ND 108     | ND 2.4     | ND256                              | 1/256                 | 2.4             | 8                      | 0.391%                   | 0.00390625               |
|            |            | ND400                              | 1/400                 | 2.6             | 8 2⁄3                  | 0.25%                    | 0.0025                   |
| ND 109     | ND 2.7     | ND512                              | 1/512                 | 2.7             | 9                      | 0.195%                   | 0.001953125              |
| ND 110     | ND 3.0     | ND1024 (también denominado ND1000) | 1/1024                | 3.0             | 10                     | 0.1%                     | 0.001                    |
| ND 111     | ND 3.3     | ND2048                             | 1/2048                | 3.3             | 11                     | 0.049%                   | 0.00048828125            |
| ND 112     | ND 3.6     | ND4096                             | 1/4096                | 3.6             | 12                     | 0.024%                   | 0.000244140625           |
|            | ND 3.8     | ND6310                             | 1/6310                | 3.8             | 12 2⁄3                 | 0.016%                   | 0.000158489319246        |
| ND 113     | ND 3.9     | ND8192                             | 1/8192                | 3.9             | 13                     | 0.012%                   | 0.0001220703125          |
|            | ND 4.0     | ND10000                            | 1/10000               | 4.0             | 13 1⁄3                 | 0.01%                    | 0.0001                   |
|            | ND 5.0     | ND100000                           | 1/100000              | 5.0             | 16 2⁄3                 | 0.001%                   | 0.00001                  |

A continuación una tabla más simplificada:
| ND    | 4    | 8    | 16  | 32  | 64  | 128 | 256 | 512 | 1024 |
| Pasos | 2    | 3    | 4   | 5   | 6   | 7   | 8   | 9   | 10   |
| %     | 25.0 | 12.5 | 6.3 | 3.1 | 1.6 | 0.8 | 0.4 | 0.2 | 0.1  |

La nomenclatura ND (Neutral Density) es como muchos fabricantes identifican a sus filtros de densidad neutra.
Los pasos son el número de pasos que la luz restará a la exposición.
El % es el porcentaje de luz que permite pasar cada cristal.

## Para qué se usa un filtro de densidad neutra
El motivo por el que los fotógrafos usamos un filtro de densidad neutra es para realizar acciones en la fotografía que impliquen dos cosas: 
1. Aumentar el tiempo de exposición: De esta forma, en condiciones de mucha luz ambiental podemos realizar largas exposiciones colocando un filtro ND. Así podemos disminuir la velocidad de obturación en tantos pasos como indique el número índice del filtro.
2. Aumentar el tamaño del diafragma: Con la colocación de un filtro ND podemos, en condiciones de mucha luz ambiental, abrir más el diafragma. Es útil por ejemplo en retratos donde queremos obtener un efecto bokeh mayor del que conseguiríamos en condiciones normales para esa escena en concreto.